# Hypochthoniella crosbyi
Hypochthoniella crosbyi är en kvalsterart som först beskrevs av Ewing 1909.  Hypochthoniella crosbyi ingår i släktet Hypochthoniella och familjen Eniochthoniidae. Inga underarter finns listade i Catalogue of Life.